# Pilsdon Pen

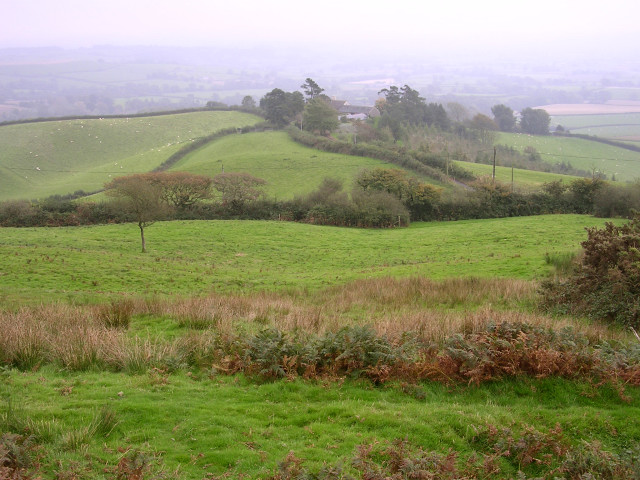
Panorama verso sud dalla punta sudorientale della collina di Pilsdon Pen

Pilsdon Pen è una collina alta 277 metri nel Dorset occidentale, in Inghilterra. La collina è posta cinque miglia a ovest di Beaminster al termine settentrionale della Marshwood Vale. Sulla sua cima sono presenti i resti di un castrum risalente all'età del ferro, scoperti negli anni 1960. Questa collina è una delle più alte nel Dorset e possiede una vista che spazia fino a Lyme Bay, otto miglia più a sud.